# كوبير
كوبير (بالباشقيرية: ҡобайыр)‏ ҡobayyr) هو نوع من الشعر الشعبي الباشكيري، عبارة عن حكاية شعرية قصيرة تنفذ تقليديا سردا بمرافقة آلة ديمبيرة ‏ ونادرا مع الكوراي.
كوبير هو أهم شكل من أشكال الهوية العرقية الباشكيرية. تحتفظ نصوص الكوبيات الملحمية بالذاكرة الشعبية لأهم أحداث الماضي ونقاط التحول في تاريخ الشعب.

## أنواع الكوبار
- ملحمية
- غنائية
- تعليمية، تم إنشاؤه بواسطة دمج الأمثال المتشابهة في المحتوى وبنفس الأسلوب.[2]

## نظام من نظم الشعر
شعر كوبير هو في الغالب سبعة مقاطع أو مختلطة القافية. حجم المقاطع الشعرية تختلف من 4 إلى 30 أو أكثر من الصفوف.

## قائمة المراجع
1. ↑  Галин С. А. Эпические традиции в башкирском фольклоре. М., 1994.
2. ↑  Киреев А. Н. Башкирский народный героический эпос. Уфа, 1971.